# Dipartimento di Quemú Quemú
Quemú Quemú è un dipartimento argentino, situato nella parte centro-orientale della provincia di La Pampa, con capoluogo Quemú Quemú.
Esso confina a nord con il dipartimento di Maracó, ad est con la provincia di Buenos Aires, a sud con il dipartimento di Catriló, e ad ovest con quelli di Capital e Conhelo.
Secondo il censimento del 2001, su un territorio di 2.557 km², la popolazione ammontava a 8.756 abitanti, con un aumento demografico del 0,38% rispetto al censimento del 1991.
Il dipartimento comprende per intero il comune di Miguel Cané; parte dei comuni di Colonia Barón, Quemú Quemú e Villa Mirasol (incluse le città sedi municipali); e parte dei comuni di Catriló, Lonquimay, Metileo e Uriburu, le cui sedi municipali però si trovano in un altro dipartimento. Inoltre fa interamente parte del dipartimento anche la comisión de fomento di Relmo.